# Confine tra Finlandia e Svezia
Il confine tra la Finlandia e la Svezia descrive la linea di demarcazione tra questi due stati. Ha una lunghezza di 614 km e si sviluppa in direzione nord-sud dalla Scandinavia settentrionale fino al golfo di Botnia nel Mar Baltico per poi dividere due piccole isole, Kataja (Inakari in finlandese) e Märket (Merkki in finlandese).

## Tracciato

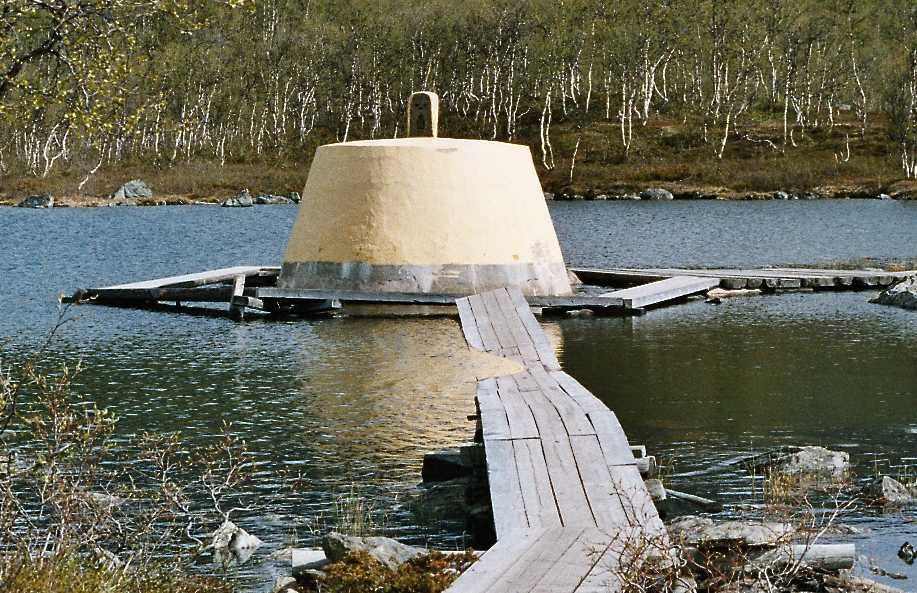
Il Treriksröset, triplice frontiera sul lago Koltajärvi

La frontiera tra la Finlandia e la Svezia si origina in Lapponia, presso la triplice frontiera Finlandia-Norvegia-Svezia materializzato al Treriksröset. Si dirige prima verso sud e seguendo il tracciato dei fiumi Könkämäeno, Muonio e Torne prima di arrivare nel golfo di Botnia, la parte più settentrionale del Mar Baltico. La parte sul continente è la sezione più lunga della frontiera. Altre due sezioni si trovano su due piccole isole del mar Baltico nel golfo di Botnia: sull'isola di Kataja situata non lontano della foce del Torne, e sull'isola di Märket parte dell'arcipelago delle isole Åland.

## Storia

Il confine sull'isola di Kataja

Questo confine fu creato nel 1809 a seguito del trattato di Fredrikshamn firmato da Regno di Svezia e l'Impero russo per mettere fine alla guerra di Finlandia. Secondo il trattato, la Svezia rinunciava al granducato di Finlandia che passò sotto dominio russo prima di divenire indipendente come Repubblica Finlandese nel 1917.
Quando nel 1809 fu tracciata la frontiera, questa era costituita da sole due sezioni, l'isola di Kataja non era attraversata da alcuna frontiera ed era integralmente parte della Svezia. Ma a causa del fenomeno del rimbalzo post glaciale che affligge tutta la Scandinavia, l'isola di Inakari, allora parte della Finlandia, si è a poco a poco connessa a Kataja formando una lunga penisola attraversata da parte a parte dalla frontiera terrestre.

Il confine sull'isola di Märket

Il tracciato della frontiera non è stato modificato che una volta, nel 1985 sull'isola di Märket, quando i cartografi si resero conto che il faro finlandese costruito sull'isola nel 1885 era stato realizzato sulla parte svedese. La frontiera terrestre fu dunque modificata per consentire uno scambio di territorio formando da allora una forma a «S», senza modificare le frontiere marittime e le competenti zone di pesca.